# سفتی‌بوتن
سفتی‌بوتن (به انگلیسی: Ceftibuten) یک آنتی‌بیوتیک سفالوسپورینی نسل سوم است. این ماده به صورت خوراکی و دارای دو شکل مصرفی کپسول یا سوسپانسیون خوراکی است. این دارو توسط شرکت Pernix Therapeutics تحت نام تجاری Cedax به بازار عرضه می‌شود.